# 李茂元 (正德進士)
李茂元（1489年—？），字維大，河南河南衛軍籍歸德州人，明朝政治人物。

## 生平
正德八年（1513年）河南鄉試第二名舉人。正德十六年（1521年）中式辛巳科會試第二百四名，登第三甲第一百九十七名進士。

## 家族
曾祖李順；祖父李琮；父李銘，母張氏。具庆下。